# Niederstotzingen
Niederstotzingen – miasto w Niemczech, w kraju związkowym Badenia-Wirtembergia, w rejencji Stuttgart, w regionie Ostwürttemberg, w powiecie Heidenheim, wchodzi w skład związku gmin Sontheim-Niederstotzingen. Leży w Jurze Szwabskiej, ok. 18 km na południe od Heidenheim an der Brenz, przy granicy z Bawarią.

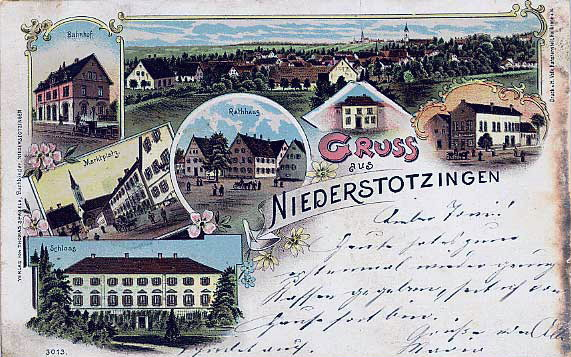
Niederstotzingen w 1900

W Niederstotzingen urodził się Julius Roger (1819–1865) – niemiecki lekarz i przyrodnik, działacz społeczny, związany z ziemią raciborską.